# نورس الدلفين
نورس الدلفين (الاسم العلمي: Leucophaeus scoresbii) (بالإنجليزية: Dolphin Gull)‏ هو نوع من الطيور يتبع جنس النورس رمادي فاتح من الفصيلة النورسية.